# Verónica Suárez
Verónica Suárez es una escritora de telenovelas mexicanas. Solía formar dupla con el productor Emilio Larrosa, quien le solicitaba desarrollar por completo el libreto de la idea original que se le ocurría, además por algún tiempo desarrollaba los libretos en conjunto con Alejandro Pohlenz, la mayoría de los libretos eran para audiencia popular. Ha realizado su carrera en la televisión mexicana para Televisa, TV Azteca y en Estados Unidos para Univisión y Venevisión.

## Trayectoria

### Historias originales
- El Talismán (2012)
- Mi vida eres tú (2006)
- Olvidarte jamás (2005)
- Soñar no cuesta nada (2004-2005)
- Súbete a mi moto (2002-2003)
- Como en el cine (2001-2002)
- Ellas, inocentes o culpables (2000)
- Catalina y Sebastián (1999) (como Ranferi Negrete) (no acreditada)
- Tú y yo (1996-1997) (con Alejandro Pohlenz) Idea original de Emilio Larrosa
- El premio mayor (1995-1996) (con Alejandro Pohlenz) Idea original de Emilio Larrosa
- Volver a empezar (1994-1995) (con Alejandro Pohlenz) Idea original de Emilio Larrosa
- Dos mujeres, un camino (1993-1994) (con Alejandro Pohlenz) Idea original de Emilio Larrosa
- Mágica juventud (1992-1993) (con Alejandro Pohlenz) Idea original de Emilio Larrosa
- Muchachitas (1991-1992) (con Alejandro Pohlenz) Idea original de Emilio Larrosa

### Adaptaciones
- La historia de Juana (2024) Original de Perla Farías
- Segunda parte de Corazón en condominio (2013) Original de Ana María Fernández, Carlos Fernández de Soto y Andrea Soto
- Segunda parte de Golpe bajo (2000) Original de Victoria Zarattini, Bernardo Romero Pereiro y Jimena Romero
- Los hijos de nadie (1997) Original de Miguel Sabido

### Coadaptaciones
- El precio de amarte (2024) con Fermín Zúñiga, Ricardo Tejeda y María de la Paz Aguirre, escrita por Gabriela Ortigoza

### Remakes reescritos por ella misma
- Pecadora (2009-2010) (nueva versión de Como en el cine)
- Contrato de amor (2008-2009) (nueva versión de Catalina y Sebastián)
- Amor comprado (2008) (nueva versión de Catalina y Sebastián)
- Primera parte de Muchachitas como tú (2007) (nueva versión de Muchachitas)

### Remakes reescritos por otros
- UEPA! Un escenario para amar (2015) (nueva versión de Como en el cine) por Alejandra Urdiaín.
- Iubire ca în filme (2007) (nueva versión de Como en el cine) por Ruxandra Ion.

### Ediciones literarias
- Vuelve a mí (2023) (escrita por Amaris Páez)
- Primera parte de Emperatriz (2011) (escrita por Héctor Forero y Mauricio Somuano)
- Al filo de la muerte (1991) (escrita por Fernanda Villeli y Marcia Yance)

## Premios y nominaciones

### Premios TVyNovelas 1996
| Categoría           | Telenovela      | Resultado |
| ------------------- | --------------- | --------- |
| Mejor idea original | El premio mayor | Ganadora  |